# 曹德
曹德，字明善，衢州（今浙江衢縣）人，元朝政治人物。曾任衢州路吏、山東憲吏。著有《清江引》（又名《岷江錄》）以譏諷伯顏擅自專權，殺害郯王徹徹篤，鍛煉諸獄，延及無辜。

## 評價
- 賈仲明稱其：“神京獨賦《長門柳》，士林中逞俊流，萬人內佔了鰲頭。”